# Giovanni Negri
Giovanni Negri (ur. 16 maja 1957 w Turynie) – włoski polityk, publicysta i przedsiębiorca, poseł do Parlamentu Europejskiego, parlamentarzysta krajowy.

## Życiorys
Z zawodu dziennikarz i publicysta. Został m.in. założycielem propagującego sekularyzację Osservatorio laico. Zaangażował się w działalność polityczną w ramach Włoskich Radykałów. Działał w ich młodzieżówce jako protegowany Marco Pannelli, od 1984 do 1988 pozostawał sekretarzem ugrupowania (o to stanowisko ubiegał się już w 1979). W latach 1983–1984 i 1987–1992 zasiadał w Izbie Deputowanych IX i X kadencji. W 1984 bez powodzenia kandydował do Parlamentu Europejskiego. Mandat objął 13 kwietnia 1988 w miejsce Enzo Tortory, pozostał deputowanym niezrzeszonym.
Wkrótce potem wykluczono go z Włoskich Radykałów. W 1988 przeszedł do Włoskiej Partii Socjaldemokratycznej, z jej ramienia bez powodzenia ubiegał się o reelekcję do Europarlamentu (w PSDI działał do 1991). W 1995 kandydował w wyborach uzupełniających do Izby Deputowanych z poparciem centroprawicy. Po odniesieniu porażki wycofał się z polityki i zajął się prowadzeniem winnicy w gminie La Morra. Napisał też kilka książek, m.in. powieść detektywistyczną i publikacje dotyczące winiarstwa. W 2017 włączył się w działania nowej partii Energia dla Włoch.